# Alexandru Budișteanu
Alexandru Budișteanu (n. 10 octombrie 1907 – d. 1951, Poiana Brașov) a fost un bober român, care a concurat în cadrul competițiilor de bob din anii '30 ai secolului al XX-lea.
El a făcut parte din echipa României ca pilot de bob la Jocurile Olimpice de la Garmisch-Partenkirchen (1936), la care a obținut locul 16 în proba de bob - 2 și a abandonat în cursa de bob - 4.
A murit pe pista de bob în 1951 la Poiana Brașov, în concursul pentru Jocurile Mondiale Universitare de iarnă, fiind proiectat în afara penultimului viraj.